# Inês Galvão
Inês Galvão (Juiz de Fora, 10 de junio de 1959) es una actriz brasileña.

## Filmografía

### Televisión
- 1978/1980 - Planeta dos Homens - Varios personajes
- 1981/1982 - Viva o Gordo - Varios personajes
- 1983 - Eu Prometo - Tetê
- 1984 - Meu Destino É Pecar - Alice Santa Rita
- 1984 - Rabo de Saia - Veridiana
- 1986 - Rueda de fuego - Bel
- 1988 - Bebê a Bordo - Sônia (Soninha)
- 1989 - O Sexo dos Anjos - Luíza
- 1990 - Rainha da Sucata - Manon[1]
- 1990 - Lua Cheia de Amor - Rosilene
- 1991 - Vamp - Joana
- 1992 - Perigosas Peruas - Joaninha
- 1994 - Cuatro por Cuatro - Marta Rocha
- 1996 - Vira-Lata - Marilyn Efigênia
- 2000 - Uga-Uga - Tânia
- 2019 - O Figurante - Janete Buzina[2]

### Cine
- 1997 - O Noviço Rebelde .... Laura[3]
- 1997 - Mangueira - Amor à Primeira Vista